# Döge
Döge község Szabolcs-Szatmár-Bereg vármegyében, a Kisvárdai járásban.

## Fekvése
A vármegye északnyugati részén, a Rétközben fekszik, a Tisza bal parti oldalán.
A szomszédos települések: északkelet felől Fényeslitke, dél felől Kisvárda, délnyugat felől Kékcse, északnyugat felől pedig Szabolcsveresmart.
A környék fontosabb települései közül Kisvárda 2, Szabolcsveresmart 11, Komoró 7,5, Fényeslitke 5, Tuzsér pedig 12 kilométer távolságra található.

### Megközelítése
A település közigazgatási területén áthalad a 4-es főút, így az ország távolabbi részei felől ez a legfontosabb közúti megközelítési útvonala. A főút azonban a lakott területeit elkerüli, központján csak a Kisvárda-Szabolcsveresmart közt húzódó 3832-es út vezet végig, Fényeslitkével a 3839-es út köti össze, és érinti még a 4145-ös út is.
A hazai vasútvonalak közül a települést (a keleti határszélén) a (Budapest–)Budapest–Záhony-vasútvonal érinti, de a vasútnak itt nincs megállási pontja; a legközelebbi vasúti csatlakozási lehetőségek Kisvárda-Hármasút megállóhely és Fényeslitke vasútállomás, mindkettő körülbelül 3-4 kilométerre helyezkedik el Döge központjától.

## Története
Döge Árpád-kori település. Nevét az oklevelek 1284-ben említették először Kysduge néven.
1270-1290 körül Dioga, később Kis- és Nagy-Döge néven írták.
Az 1300-as évek elején a Várday család volt a település birtokosa.
Az 1500-as évek első felében pedig a Cserney és a Soós családoké volt.
A 17. század, 18. századokban több család; az Esterházy, Szögyényi, Horváth, Nozdroviczky, Erőss és Salamon családok birtoka volt.
A 20. század elején az Elek és Ferenczy családoknak volt itt birtokuk. 1944-ben nagyobb birtokosa Jármy Mária volt.
Az 1910-es népszámláláskor 1725 lakosa volt, ebből 1721 magyar, melyből 1330 református, 262 római katolikus, 74 görögkatolikus volt.
Az 1900-as évek elején Szabolcs vármegye Kisvárdai járásához tartozott.

## Közélete

### Polgármesterei
- 1990–1994: Vincze Ferenc (független)[3]
- 1994–1998: Vincze Ferenc (független)[4]
- 1998–2002: Vincze Ferenc (független)[5]
- 2002–2006: Vincze Ferenc Tibor (független)[6]
- 2006–2010: Vincze Ferenc Tibor (független)[7]
- 2010–2014: Dr. Nagy Péter (Fidesz–KDNP)[8]
- 2014–2019: Dr. Nagy Péter (Fidesz–KDNP)[9]
- 2019–2024: Dr. Nagy Péter (Fidesz–KDNP)[10]
- 2024– : Dr. Nagy Péter (Fidesz–KDNP)[1]

## Népesség
A település népességének változása:
| Lakosok száma | 2206 | 2240 | 2288 | 2131 | 2032 | 2055 | 2051 |
|               | 2013 | 2014 | 2015 | 2021 | 2022 | 2023 | 2024 |

2001-ben a település lakosságának 96%-a magyar, 4%-a cigány nemzetiségűnek vallotta magát.
A 2011-es népszámlálás során a lakosok 89,4%-a magyarnak, 8,1% cigánynak, 0,5% ukránnak mondta magát (10,4% nem nyilatkozott; a kettős identitások miatt a végösszeg nagyobb lehet 100%-nál). A vallási megoszlás a következő volt: római katolikus 15,3%, református 59,4%, görögkatolikus 7,2%, evangélikus 0,2%, felekezeten kívüli 2,7% (14,3% nem válaszolt).
2022-ben a lakosság 91,4%-a vallotta magát magyarnak, 4,7% cigánynak, 1% ukránnak, 0,2% románnak, 0,1% görögnek, 1,4% egyéb, nem hazai nemzetiségűnek (8,4% nem nyilatkozott; a kettős identitások miatt a végösszeg nagyobb lehet 100%-nál). Vallásuk szerint 11,3% volt római katolikus, 47,1% református, 5,6% görög katolikus, 0,8% egyéb keresztény, 0,3% evangélikus, 4,1% felekezeten kívüli (30,4% nem válaszolt).

## Nevezetességei

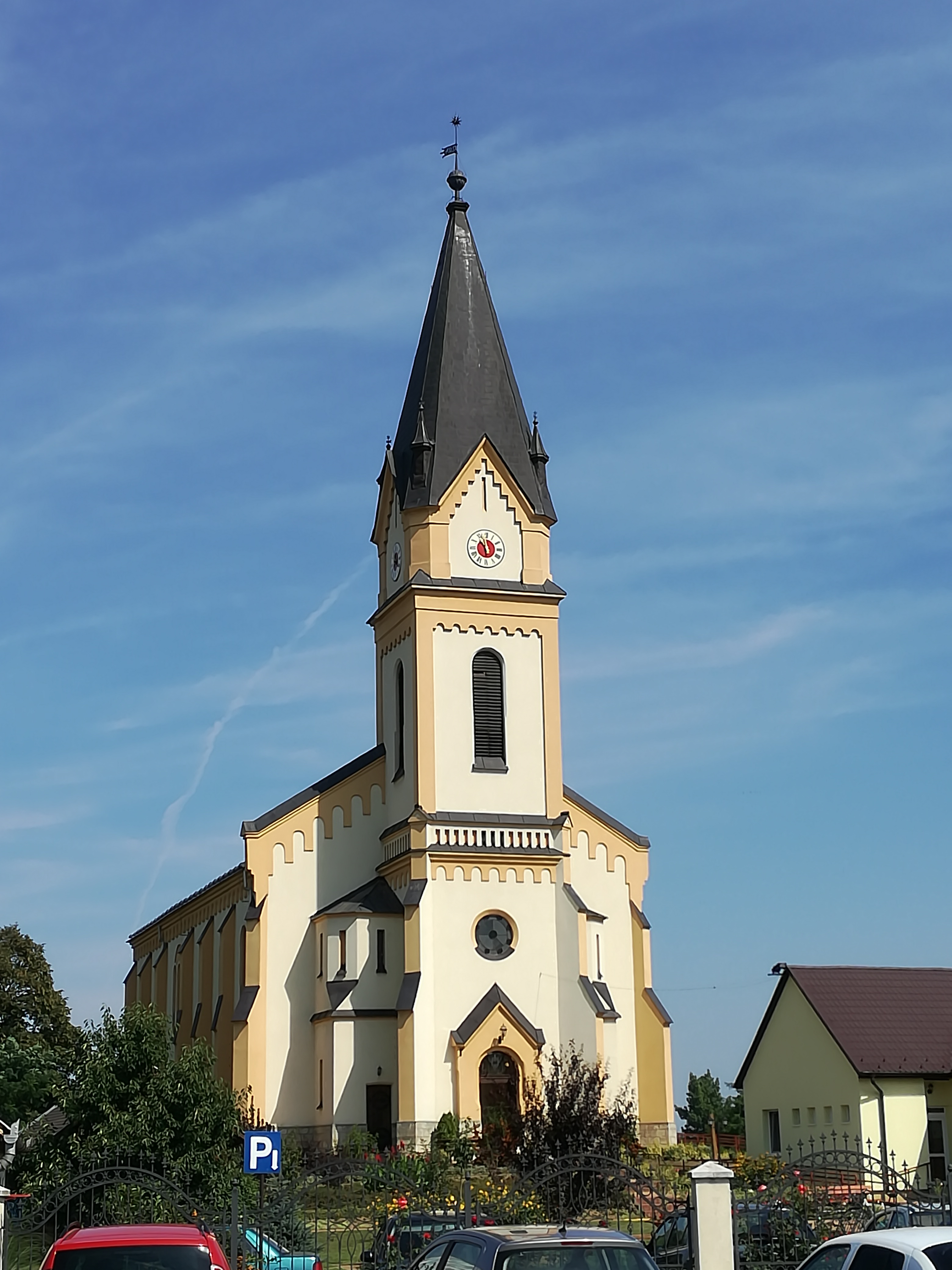
Református templom

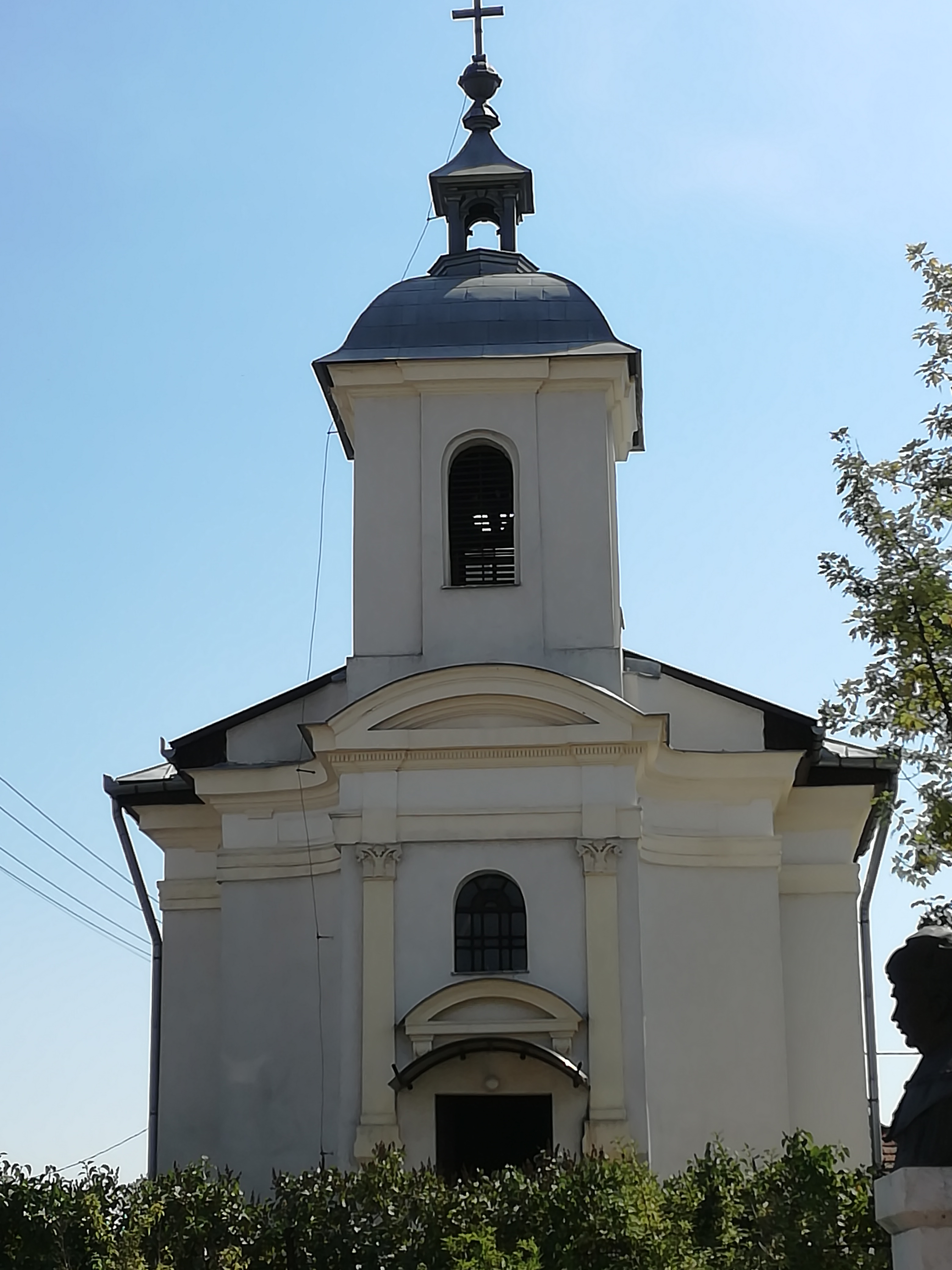
Római katolikus kápolna

- Református templom - 16. században épült.
- Római katolikus kápolna - 1812-ben készült el.